# هوائي ياغي-أودا
هوائي أودا - ياغي أو كما يسمى بالمختصر هوائي الياغي وبالإنجليزية {Yagi-Uda antenna} اخترعه العالم
شينتارو أودا (Shintaro Uda) من جامعة توهوكو أمبريال في اليابان عام 1926م بمساعدة طفيفة من زميلتة هيدتسوكو ياغي (Hidetsugu Yagi).
فلقد اشتق اسم الهوائي من الاسم الأول لـ أودا والاسم الأخير لـ ياغي ليصبح أخيراً هوائي أودا-ياغي، ومع ذلك أصبح اسم ياغي أكثر انتشاراً وشهرة مع حذف اسم المخترع أودا في كثير من الإحيان.

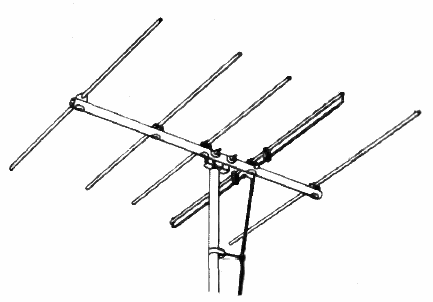
رسم لهوائي ياغي-أودا يستخدم كهوائي تلفاز ذي ترددٍ عالٍ جداً، يعود لعام 1954، استخدم للقنوات التناظرية ذات ترددات مختلفة في الولايات المتحدة. يتكون من خمسة عناصر: ثلاثة موجّهات (اليسار) وعاكس واحد (يمين) وعنصر موّجّه هو عبارة عن هوائي ثنائي القطب (قضيب مزدوج) لمطابقة خط الرجوع الرصاصي المزدوج. اتجاه الحزمة (اتجاه عالي الحساسية) يوجد إلى اليسار.

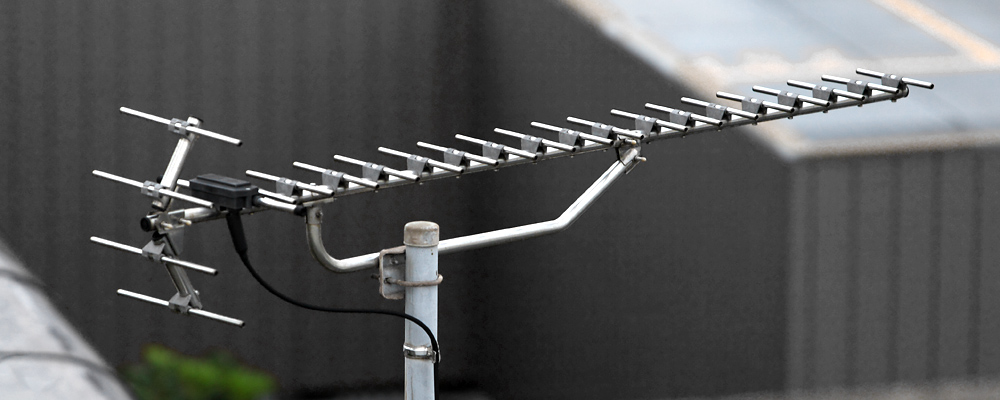
هوائي تلفاز يوغي حديث بـ17 موجّهاً وعاكس واحد (مكون من 4 قضبان) بشكل عاكس زاوي.

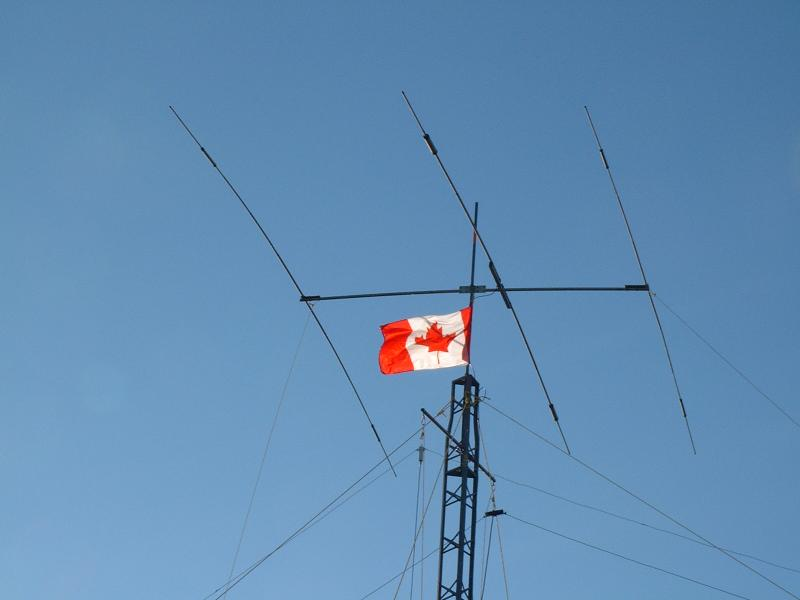
هوائي ياغي-أودا ثلاثي العناصر، يستخدم للاتصالات عبر المسافات البعيدة ذات
نطاقات الموجات القصيرة بواسطة محطات اللاسلكي للهواة. يوجد لكل العناصر أي العاكس الأطول (اليسار) والعنصر الموجّه (وسط) والموجّه الأقصر (اليمين) شرك (رنان محث ومكثف مزدوج) مضاف على طول موصلاتها على كل جانب، ما يسمح باستخدام الهوائي على أكثر من نطاق تردد

## وصفه
يتألف هوائي ياغي البسيط من عدد من العناصر المستقيمة يبلغ طول كل منها نصف طول الموجة تقريباً usually هوائي ثنائي القطبs made of metal rods. يكافئ العنصر الفعال في هذا الهوائي هوائياً ثنائي القطب تتم تغذيته من المركز. تتوضع على جانبي العنصر الفعال بالتوازي معه، وعلى مسافات تعادل 0.2 إلى 0.5 من طول الموجة، مجموعة من القضبان أو الأسلاك المستقيمة تدعى بالعواكس أو الموجهات، كما تسمى أيضاً بالعناصر الخاملة. يتوضع أحد هذه العواكس (والذي يزيد طوله قليلاً عن طول الموجة) خلف العنصر الفعال، كما يتوضع أحد الموجهات (والذي يقل طوله عن طول الموجة بمقدار يسير) أمام هذا العنصر. يحتوي هوائي ياغي بشكل عام على عاكس واحد إضافة إلى موجه واحد أو أكثر. يقوم الهوائي بإشعاع قدرة الحقل الكهرطيسي في الإتجاه المار من العنصر الفعال باتجاه الموجهات، لذلك فهو شديد الحساسية لقدرة الحقل الكهرطيسي الواردة في هذا الإتجاه أيضاً. يزداد ربح هوائي ياغي بازدياد عدد الموجهات. كما يزداد طوله أيضاً بإضافة المزيد من الموجهات. إليك فيما يلي صورة لهوائي من نوع ياغي يحتوي على ستة موجهات وعاكس واحد.
تستخدم هوائيات ياغي عادة في الوصلات بين نقطتين وتتمتع بكسب يتراوح ما بين 10 إلى 20 ديسيبل آيزوتروبي وعرض مجال أفقي يتراوح ما بين 10 إلى 20 درجة.

## أنواع الهوائيات
يمكن تصنيف الهوائيات تبعاً لما يلي :
- التردد والحجم تختلف الهوائيات المستخدمة للترددات العالية عن تلك المستخدمة للترددات العالية جداً والتي تختلف بدورها أيضاً عن الهوائيات المستخدمة للأمواج الصغرية.

أن اختلاف طول الموجة الموافق للترددات المختلفة يتطلب هوائيات مختلفة الأحجام لكي تتمكن من إرسال الإشارات عند طول الموجة الصحيح.
- الإتجاهية قد تكون الهوائيات إما متعددة الإتجاهات أو قطاعية أو إتجاهية، تشع الهوائيات متعددة الإتجاهات بنفس النمط تقريباً حول الهوائي بأكمله (360 درجة) ومن أشهر هذه الأنواع هوائي ثنائي القطب (Dipole) والهوائي المسطح (Ground plane)، في المقابل تشع الهوائيات القطاعية بشكل أساسي ضمن منطقة محددة ويمكن أن يتراوح عرض المجال أو عرض النطاق في هذا النوع من 60 إلى 180 درجة، أما الهوائيات الإتجاهية فتتميز بمجال أضيق بكثير من مجال الهوائيات القطاعية وتتمتع بكسب أعلى ولذلك فهي تستخدم في وصلات المسافات البعيدة ومن أمثلتها هوائي الياغي، الرباعي، البوق، الحلزوني... وغيرها.
- البنية الفيزيائية يمكن بناء الهوائيات بأساليب عدة تتراوح بين الأسلاك البسيطة إلى أطباق القطع المكافئ.

## مكوناته
يتكون هذا النوع من الهوائيات من ثلاثة عناصر رئيسيه:
| اسم العنصر | وصفه                                      | وظيفته |
| ---------- | ----------------------------------------- | --- |
| المُوجه     | وهو العنصر المسئول عن توجيه الإشارة       | يستقبل المُوجه الإشارة القادمة ويعيد توجيهها إلى المُشع وقد يتضاعف عدد عناصر المُوجه مرات عديدة كلما ازدادت كفاءة الهوائي المُستخدم، وأما في حالة الإرسال فإن المُوجه يستقبل الإشارة من المُشع ويعيد توجيهها للاتجاه المطلوب.                              |
| المُشع      | وهو العنصر المسئول عن إخراج الإشارة       | هو العنصر الذي يقوم بعملية إخراج الإشارة من جهاز الإرسال وهو أيضا المسئول عن استقبال الإشارات القادمة من أجهزة إرسال أخرى ليقوم بإدخالها إلى دائرة الاستقبال في الجهاز المرتبط به، وفي أغلب الأحيان فإن المُشع يتكون من عنصراً وحيداً في نظام الهوائي ُ. |
| العاكس     | وهو العنصر المسئول عن أعادة توجيه الإشارة | يتكون العاكس من عنصر أُحادي في نظام الهوائي وهو العنصر الأطول في النظام حيث يأتي قبله وبالترتيب المُشع ومن ثم المُوجه، ويمكننا تعريف وظيفته بعكس الإشارات المستقبلة والمُرسله.                                                                           |

ملاحظة: كُلما ازدادت عناصر المُوجه كُلما تضاعف قوة الإرسال وحساسية الاستقبال بسبب عمليات التوجيه وإعادة التوجيه التي ينتج عنها ضغطاً للإشارة.

## طريقة عمله
في حالة الإستقبال 

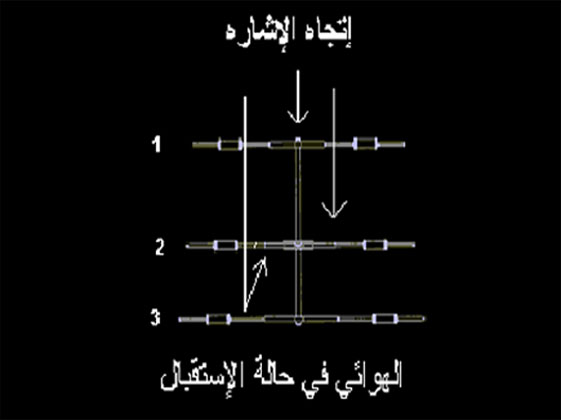

في هذه الصورة يتضح لنا طريقة عمل الهوائي في حالة الإستقبال حيث أن الرقم:
1. يُمثل المُوجه
2. يُمثل المُشع
3. يُمثل العاكس

حيث يستقبل المُوجه (العنصر الأول في الهوائي) الإشارات ويعيد توجيهها إلى المُشع الذي بدوره يوصل هذه الإشارات إلى جهاز اللاسلكي ولكن هذا لا يمنع إن قسم من هذا الإشارة يتشتت ليتجه بعيداً عن المُشع وهنا يأتي دور العاكس الذي يمنع الإشارة من الخروج عن دائرة الهوائي فيقوم بعكس اتجاهها من جديد إلى المُشع، وهنا نلاحظ تكرار عملية إعادة التوجيه والانعكاس وهي عمليه تساعد على تحسين الاستقبال وتقوية الإرسال، وعلينا أن نلاحظ أيضاً إن العاكس في حالة الاستقبال يقوم بمنع الإشارات القادمة من الاتجاه المُخالف لاتجاه الهوائي.
 في حالة الإرسال 
في هذه الصورة يتضح لنا طريقة عمل الهوائي في حالة الإرسال حيث أن الرقم:
1. يُمثل المُوجه
2. يُمثل المُشع
3. يُمثل العاكس

حيث تخرج الإشارة من جهاز الإرسال إلى المُشع والذي بدوره يتولى أمر إطلاقها عبر الأثير، وفي البداية يستقبل المُوجه الإشارة ويعيد توجيهها إلى الاتجاه المطلوب، وكما في الاستقبال فإن الإشارة لا تتجه بكاملها إلى المُوجه لكنها تتسرب للاتجاه المعاكس إلا إن العاكس يمنعها من الاستمرار في هذا الاتجاه ويقوم بإعادة توجيهها (يقوم بعكس الاتجاه) للاتجاه الصحيح.

## استخدامه
يستخدم هذا النوع من الهوائيات في البث المركز تجاه نقطة جغرافية محدده وكذلك الاستقبال منها، وبسبب طبيعة تصميمه فهو يتجاهل الإشارات اللاسلكية القادمة من اتجاهات أخرى.

## معرض صور

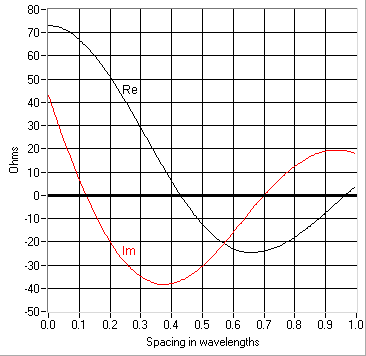

## إيجابياته وسلبياته
ايجابياته
- مدى جيد.
- اتجاهية الهوائي عالية.
- سهولة التوجيه من الأطباق.

سلبياته
- تصميم الهوائي متداخل.